# Cento scuole di pensiero
L'espressione Cento scuole di pensiero (諸子百家T, 诸子百家S, zhūzǐ bǎijiāP) viene utilizzata per descrivere il panorama culturale e intellettuale che caratterizzò la Cina nel periodo pre-imperiale, ovvero durante i cosiddetti Periodo delle primavere e degli autunni e Periodo dei regni combattenti, corrispondenti agli anni che vanno dal 770 al 221 a.C..
In questa fase storica il crescente declino della dinastia Zhou aveva gettato l'intero territorio cinese in uno stato di caos e di continui sanguinosi conflitti tra stati confinanti. In corrispondenza di tale situazione di conflitto permanente si assistette alla nascita di svariati intellettuali e pensatori che animarono il dibattito politico e intellettuale dell'epoca, dando vita a una grande varietà di dottrine e teorie filosofiche che di frequente si proponevano la diffusione di nuovi modelli di governo o di organizzazione dello stato. Molti di questi pensatori divennero intellettuali itineranti, che peregrinavano di stato in stato alla ricerca di un sovrano disposto ad ascoltare le loro proposte ed accettare i loro servigi, alla corte dei quali spesso si scontravano con altri intellettuali di diverse convinzioni. Le corti dei sovrani dell'epoca dovettero quindi essere teatro di molte di queste dispute tra pensatori avversari.
Se da un lato l'interpretazione tradizionale cinese ha sempre tramandato l'idea che i letterati dell'epoca fossero divisi in scuole di pensiero ben distinte, basate ciascuna su una propria tradizione testuale e su una trasmissione codificata degli insegnamenti da maestro a discepolo, dall'altro la crescente disponibilità di manoscritti riferibili al periodo in questione ha convinto gli studiosi moderni a mettere in discussione questa interpretazione. Al modello che vuole i pensatori dell'epoca suddivisi in "scuole" e correnti di pensiero codificate, oggi pare più realistica l'interpretazione secondo cui gli intellettuali dell'epoca erano caratterizzati da una impostazione molto meno dogmatica nel pensiero e nel proprio operato. Non si esclude che alcuni di loro potessero costituire dei gruppi accomunati da modelli culturali o ideali affini, ma alla luce delle fonti la definizione di scuola pare appropriata soltanto per gli intellettuali Moisti, da sempre organizzati secondo una struttura organica, gerarchica e codificata intorno agli insegnamenti del proprio maestro. Per tutti gli altri pare più appropriato il titolo di "esperti", a sottolineare il carattere prevalentemente autonomo e indipendente delle loro riflessioni.

## Confucianesimo
Il confucianesimo (儒家; Rújiā) è la scuola di pensiero che ha avuto l'influenza più durevole sulla vita cinese. La sua eredità scritta, i classici confuciani, divennero più tardi il fondamento della società tradizionale e per secoli furono la base dell'istruzione richiesta per chiunque volesse occupare cariche pubbliche, attraverso il sistema degli esami imperiali.
Confucio (551-479 a.C.), o Kongzi, "Maestro Kong", guardava agli inizi della Dinastia Zhou come ad un ideale di ordine sociopolitico. Egli credeva che un sistema di governo efficace dovesse basarsi su un preciso schema di relazioni fra gli individui, e che il sovrano dovesse essere virtuoso e giusto. Per Confucio, il potere politico e il livello sociale dovevano essere sostenuti da valori etici. Il suo ideale di uomo era lo junzi, l'uomo superiore, il gentiluomo.
Gli uomini dell'Antichità - diceva Confucio - "che volevano organizzare lo stato regolavano prima il loro àmbito familiare; coloro che volevano regolare il loro ambito familiare, miravano prima a sviluppare la propria personalità; coloro che volevano sviluppare la personalità, prima rendevano nobili i loro cuori; coloro che volevano nobilitare il proprio cuore, rendevano prima veritiero il loro pensiero; coloro che volevano rendere veritiero il loro pensiero, perfezionavano prima il loro sapere". Per Confucio gli uomini sono divisi in tre gruppi: 1) gli uomini perfetti ovvero i saggi, coloro che rappresentano il modello da seguire, avendo raggiunto il più alto grado di perfezionamento, come ad esempio, gli imperatori dell'antica Cina; 2) i nobili ovvero gli uomini superiori (junzi); 3) gli uomini comuni che costituiscono la massa.
Il termine "li" rappresenta un concetto assai complesso, che può definirsi come l'armonizzazione dell'uomo con l'ordine generale del mondo in tutti gli aspetti della vita, dall'osservanza dei riti religiosi statali e familiari alle regole di comportamento del vivere sociale. "Li" è dunque una forza ordinatrice che deve guidare l'uomo nei suoi doveri sia verso gli altri uomini (il rispetto, la cortesia, il tatto, il decoro, l'autocontrollo), che verso gli esseri spirituali superiori (il corretto culto reso al mondo divino e agli antenati). "Li" è insieme la forza cosmica che dà forma e ordine allo stato e alla famiglia. Una fondamentale virtù è il ren, cioè l'umanità che è "la benevolenza che un uomo deve mostrare verso i suoi simili, ma in misura proporzionata ad una precisa gerarchia di legami politici e familiari.". La musica è molto importante poiché è "manifestazione di ordine e armonia, ed espressione di sentimenti nobili ed elevati."
Mencio (371-289 a.C.), o Mengzi, fu un seguace di Confucio che diede un importante contributo alla diffusione dell'umanesimo del pensiero confuciano. Mencio sosteneva che l'uomo era buono per natura, e che nessun sovrano poteva regnare senza il tacito consenso dei suoi sudditi. Un sovrano impopolare e dispotico sarebbe stato punito con la perdita del mandato del cielo.
Diametralmente opposta al pensiero di Mencio fu l'interpretazione del pensiero confuciano di Xunzi (ca. 300-237 a.C.), un altro discepolo di Confucio. Xunzi sosteneva che l'uomo non è buono per natura e che la bontà può essere raggiunta solo con il controllo dei desideri e della condotta.

## Legismo
Il legismo (法家; Fǎjiā, "scuola della legge"), elaborato da Han Feizi (morto nel 233 a.C.) e Li Si (morto nel 208 a.C.), sosteneva che la natura umana è incorreggibilmente egoista e che l'unico modo di mantenere l'ordine sociale era l'imposizione di leggi dall'alto, applicate con severità. I legisti esaltavano il potere dello stato, e si concentravano più sulla prosperità e sulla forza militare dello stato che non sul benessere dei sudditi.  Propugnavano un metodo di governo di tipo autocratico, basato su un sistema legale chiaro e pubblico (法, fǎ, "legge"), su stratagemmi politici volti a ottenere l'obbedienza dei sudditi (術, shù, "arte", "metodo") e sulla autorità ferrea di colui che è a capo dello Stato (勢 shì, "potere").
Il legismo influenzò profondamente le basi filosofiche della Cina imperiale. Durante la dinastia Han si operò una sintesi di elementi confuciani e legalisti, creando una forma di governo che sarebbe rimasta in gran parte immutata fino alla fine del XIX secolo.

## Taoismo
Il taoismo (道家; Dàojiā) fu la seconda scuola del pensiero cinese per importanza e influenza. La sua formulazione era attribuita al leggendario saggio Laozi (il "vecchio Maestro") 369-286 a.C.). L'attenzione del taoismo si incentrava sull'individuo inserito nel regno naturale piuttosto che sull'individuo inserito nella società. Di conseguenza, lo scopo finale della vita di ogni individuo era la ricerca dell'armonia, adattandosi al ritmo del mondo naturale (e soprannaturale), seguendo la Via (dao) dell'universo.
Opposto per molti versi alla rigida morale confuciana, il taoismo fu per molti aderenti a questa filosofia un complemento alle loro vite ordinate. Un intellettuale generalmente seguiva i precetti confuciani quando era impegnato in una carica pubblica, mentre poteva dedicarsi alla ricerca taoista di armonia con la natura nel suo tempo libero o quando si ritirava a vita privata.

## Scuola dello Yin-yang
La Scuola dei Naturalisti, o dello Yin-yang (陰陽家T, 阴阳家S, YīnyángjiāP) fu una filosofia del Periodo dei regni combattenti che combinava i concetti di yin  e yang e dei cinque elementi. È nata negli ambienti divinatori in cui si andava a sostituire gradualmente la scapulomanzia con la divinazione coi rametti d'achillea. I bastoncini venivano correlati alle linee costituenti i trigrammi e gli esagrammi: i bastoncini spezzati rappresentavano l'yin, pari, mente quelli interi lo yang, dispari. Il più conosciuto teorizzatore della scuola fu Zou Yan. Le teorie filosofiche di questa scuola tentavano di spiegare l'universo in termini di forze primarie della natura: le forze complementari dello yin (buio, freddo, femminile, negativo) e dello yang (luce, caldo, maschile, positivo) e i cinque elementi (acqua, fuoco, legno, metallo, terra). Inizialmente, queste teorie erano strettamente associate agli stati di Yan e Qi; più tardi acquistarono spazio nel pensiero filosofico e nelle credenze popolari.

## Moismo
Il moismo (墨家; Mòjiā) fu sviluppato dai discepoli di Mozi (470-ca.391 a.C.). Anche se non sopravvisse alla dinastia Qin, il moismo fu considerato una scuola filosofica rivale del confucianesimo nel periodo delle Cento scuole di pensiero. La sua filosofia era basata sull'idea di amore universale (兼爱 jiān'ài): Mozi credeva che "tutti sono uguali davanti al cielo", e che gli uomini dovrebbero cercare di imitare il cielo impegnandosi nella pratica dell'amore collettivo. Convinto che ogni conoscenza debba essere basata sulle percezioni sensoriali piuttosto che sul pensiero astratto, Mozi può essere considerato un precursore dell'empirismo.
Mozi condannava l'enfasi posta da Confucio sui riti e sulla musica, che considerava una stravaganza. Proclamava la superiorità della pace e considerava la guerra uno spreco di forze. Il raggiungimento degli obiettivi sociali, secondo il suo pensiero, richiedeva unità di pensiero ed azione. La sua idea politica era quella di una monarchia d'ispirazione divina:  i sudditi dovevano obbedire al sovrano, e il sovrano doveva sempre seguire la volontà del cielo. Vi erano, inoltre, elementi di meritocrazia: Mozi sosteneva infatti che i sovrani dovevano scegliere le persone da destinare alle cariche pubbliche prendendo in considerazione la loro virtù piuttosto che la loro nascita.
Il moismo non attirò più seguaci dopo la fine della dinastia Qin, ma il suo pensiero trovò eco nel pensiero legalista.

## Scuola dei Nomi
La Scuola dei nomi (名家; Míngjiā) fu una derivazione del moismo. La sua filosofia, che è stata avvicinata a quella dei sofisti e dei dialettici greci, era centrata sulla definizione e sulla logica. L'esponente di maggior rilievo della scuola fu Gongsun Long.

## Storia
Il Taishigong Zixu (太史公自序) nelle Memorie di uno storico (Shiji, 史記) elencava le sei maggiori scuole filosofiche. Lo Yiwenzhi (藝文志) del Libro degli Han (漢書) aggiungeva altre quattro scuole, arrivando ad un totale di dieci (十家; Shijia).
Le scuole di pensiero elencate nel Taishigong Zixu e nel Yiwenzhi furono sviluppate sotto la dinastia Zhou, fino alla repressione operata dall'imperatore Shi Huangdi. Il rogo dei libri e la persecuzione dei filosofi impedì la conservazione della maggior parte dei testi, ma alcune copie esistevano ancora sotto la dinastia Han, come risulta dallo Yiwenzhi. L'imperatore Wudi di Han pose lo studio dei classici confuciani come base degli esami richiesti per accedere alle cariche pubbliche e come fondamenta del sistema educativo.